# Лак для нігтів

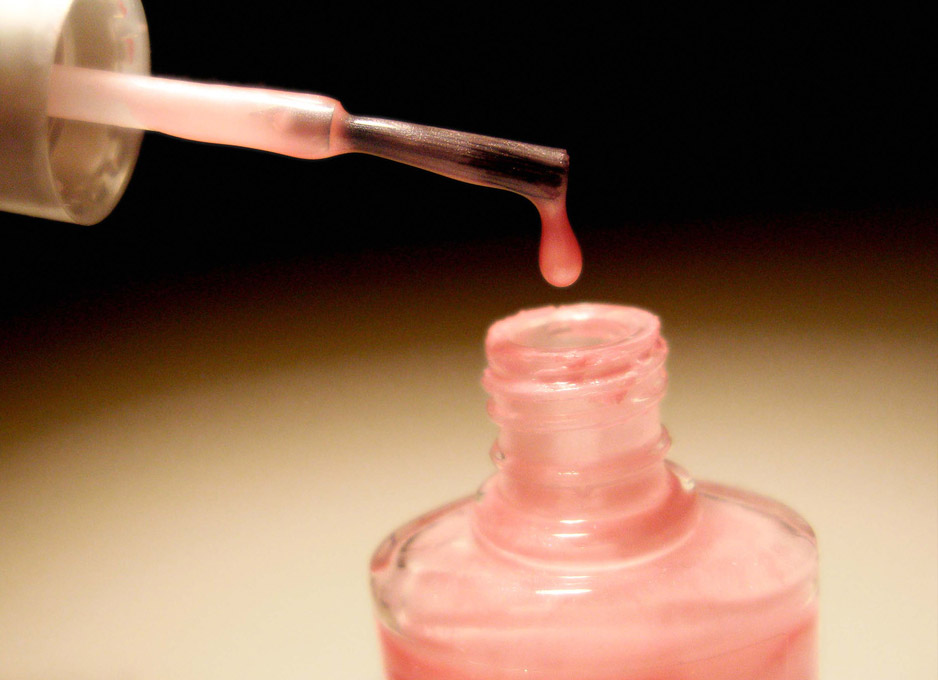
Рожевий лак для нігтів

Лак для ні́гтів — косметичний засіб, призначений для нанесення на нігті пальців рук, а також ніг.

## Склад
- Полімери. Є основою будь-якого лакового покриття. Тосіламідформальдегідна смола (ТСФ) і похідні нітроцелюлози (наприклад, ацетобутират целюлози) — традиційні складові сучасних лаків, творюють міцну блискучу плівку, яка називається лаковим покриттям.
- Розчинники. Лакові покриття тверднуть не за допомогою полімеризації, а завдяки випаровуванню розчинників, які входять до їх складу. Саме вони виконують роль носіїв всіх інгредієнтів лаку. Також їх зміст визначає здатність лаку якісно бути нанесеним на нігті. Комбінація декількох видів розчинників дає оптимальний час висихання лаку на нігтях. Розчинниками в лаках є ефіри, поширені в кондитерській промисловості для виробництва фруктових есенцій і цукерок — етилацетат і бутилацетат. Також до складу лакових покриттів входять ізопропіловий спирт, стеаралконій Гектора і диметикон.
- Пластифікатори. Надають лакової плівці необхідну пружність і міцність. Часто використовують: дибутилфталат і камфору.
- Пігменти. Застосовуються натуральні і синтетичні. Слюда, силікати, діоксид титану, оксихлорид вісмуту, D & C Red, D & C Blue, D & C Yellow, лимонна кислота.

## Підгрупи лаків
- Основа. Зазвичай наноситься на ніготь в першу чергу та виконує декілька функцій — готує поверхню нігтя для нанесення шару основного лаку, захищає ніготь від пожовтіння при використанні кольорових лаків темних кольорів. Деякі основи містять добавки: частки тальку, шовку або інших речовин, що заповнюють нерівності нігтя. Існують також лікувальні основи, що містять речовини для захисту від грибкових захворювань, або речовини, що допомагають зростанню та зміцненню нігтя (з домішком епоксидних або формальдегідних смол, а також полівінілбутірола, іноді з кальцієм). Лікувальні основи можуть використовуватися як спільно з декоративним лаком, так і самостійно.[1]
- Кольоровий (декоративний) лак. Зазвичай наноситься на основу та слугує для надання нігтю потрібного кольору. Зверху на кольоровий лак рекомендується наносити шар захисного лаку для запобігання його злущення. Часто наноситься в декілька шарів для додання нігтю більш гладкого та блискучого вигляду.
- Захисний лак. Прозорий лак, призначений для захисту нанесеного кольорового лаку або основи від розтріскування і лущення. Висихає швидше основи, надає нігтям глянсовий блиск.